# Gyeolhon gye-yak
Gyeolhon gye-yak (결혼계약?, lett. "Contratto di matrimonio"; titolo internazionale Marriage Contract) è una serie televisiva sudcoreana trasmessa su MBC dal 5 marzo al 24 aprile 2016.

## Trama
Kang Hye-soo è una madre single con una vita difficile, trascorsa a crescere la figlia e a pagare i debiti che il marito defunto ha contratto con gli strozzini. Lavora al ristorante di Han Ji-hoon, il cinico figlio di un chaebol, nato dalla relazione tra sua madre e un uomo sposato; sin dall'infanzia egli ha vissuto con la famiglia di quest'ultimo, finché un giorno apprende che sua madre è gravemente malata e necessita di un trapianto di fegato. Intanto a Hye-soo viene diagnosticato un tumore inoperabile al cervello: la donna si propone allora come donatrice di fegato per la madre di Ji-hoon, in cambio del denaro sufficiente a crescere la figlia fino all'età adulta. Per rendere legale il trapianto, la coppia decide di sposarsi, ma Ji-hoon ignora la malattia di Hye-soo.

## Personaggi
- Han Ji-hoon, interpretato da Lee Seo-jin
- Kang Hye-soo, interpretata da Uee
- Han Seong-gook, interpretato da Kim Yong-geon
- Yoon Seon-yeong, interpretata da Park Jung-soo
- Oh Mi-ran, interpretata da Lee Hwi-hyang
- Han Jeong-hoon, interpretato da Kim Young-pil
- Cha Eun-seong, interpretata da Shin Rin-ah
- Park Ho-joon, interpretato da Kim Kwang-kyu
- Seo Na-yoon, interpretata da Kim Yoo-ri
- Shim Yeong-hee, interpretata da Jung Kyung-soon
- Kong Soo-chang, interpretato da Lee Hyun-geol
- Hyun A-ra, interpretata da Pyo Ye-jin
- Jo Seung-joo, interpretato da Ahn Ji-hoon
- Hwang Joo-yeon, interpretata da Kim So-jin

## Ascolti
| Episodio | Data di trasmissione | Dati TNMS           | Dati TNMS                  | Dati AGB            | Dati AGB                   |
| Episodio | Data di trasmissione | A livello nazionale | Area metropolitana di Seul | A livello nazionale | Area metropolitana di Seul |
| -------- | -------------------- | ------------------- | -------------------------- | ------------------- | -------------------------- |
| 1        | 5 marzo 2016         | 17,3%               | 18,4%                      | 17,2%               | 18,2%                      |
| 2        | 6 marzo 2016         | 17,1%               | 18,5%                      | 18,0%               | 19,3%                      |
| 3        | 12 marzo 2016        | 16,6%               | 17,0%                      | 17,3%               | 19,6%                      |
| 4        | 13 marzo 2016        | 17,4%               | 17,9%                      | 17,8%               | 19,6%                      |
| 5        | 19 marzo 2016        | 17,0%               | 18,2%                      | 18,0%               | 19,7%                      |
| 6        | 20 marzo 2016        | 17,9%               | 18,4%                      | 19,3%               | 20,6%                      |
| 7        | 26 marzo 2016        | 16,1%               | 17,3%                      | 18,4%               | 20,3%                      |
| 8        | 27 marzo 2016        | 18,5%               | 19,8%                      | 20,4%               | 22,4%                      |
| 9        | 2 aprile 2016        | 18,0%               | 19,6%                      | 18,9%               | 20,7%                      |
| 10       | 3 aprile 2016        | 18,4%               | 20,6%                      | 22,0%               | 24,6%                      |
| 11       | 9 aprile 2016        | 17,0%               | 19,0%                      | 20,6%               | 22,4%                      |
| 12       | 10 aprile 2016       | 18,1%               | 18,7%                      | 22,9%               | 25,4%                      |
| 13       | 16 aprile 2016       | 17,1%               | 18,4%                      | 19,6%               | 21,5%                      |
| 14       | 17 aprile 2016       | 19,0%               | 20,1%                      | 21,3%               | 23,4%                      |
| 15       | 23 aprile 2016       | 18,0%               | 18,7%                      | 19,3%               | 21,5%                      |
| 16       | 24 aprile 2016       | 20,3%               | 22,8%                      | 22,4%               | 23,6%                      |
| Media    | Media                | 17,7%               | 19,0%                      | 19,6%               | 21,4%                      |

## Colonna sonora
1. To You Again – Jung Dong-ha
2. Hang On (붙잡아도) – Ji Soo
3. Amour
4. Never Let You Go
5. Sweet Breeze
6. Eunsung`s Theme
7. Amour Pur
8. Mommy
9. In Solitude
10. Still With You
11. Song For My Family
12. Desperate
13. Show Off
14. First Date
15. Still In Love
16. You And Me
17. Little Bit Of Smile
18. Beautiful Life
19. Love Moments
20. The Course Of Life
21. Never Let Me Go
22. Song For Twilight
23. Silverlining
24. Beautiful Memories
25. Beautiful Days (Main Theme)
26. Beauty and The Beast (Bonus Track) (미녀와 야수 (Bonus Track))

## Riconoscimenti
| Anno | Premio                 | Categoria                                                | Ricevente         | Risultato       |
| ---- | ---------------------- | -------------------------------------------------------- | ----------------- | --------------- |
| 2016 | APAN Star Awards       | Excellence Award, Actress in a Miniseries                | Uee               | Candidato/a     |
| 2016 | Korea Drama Awards     | Best Production Director                                 | Kim Jin-min       | Vincitore/trice |
| 2016 | Korea Drama Awards     | Excellence Award, Actor                                  | Lee Seo-jin       | Candidato/a     |
| 2016 | Asian Television Award | Best Drama Series                                        | Gyeolhon gye-yak  | Candidato/a     |
| 2016 | Grimae Awards          | Best Actress                                             | Uee               | Vincitore/trice |
| 2016 | MBC Drama Awards       | Grand Prize (Daesang)                                    | Lee Seo-jin       | Candidato/a     |
| 2016 | MBC Drama Awards       | Grand Prize (Daesang)                                    | Uee               | Candidato/a     |
| 2016 | MBC Drama Awards       | Drama of the Year                                        | Gyeolhon gye-yak  | Candidato/a     |
| 2016 | MBC Drama Awards       | Top Excellence Award, Actor in a Special Project Drama   | Lee Seo-jin       | Vincitore/trice |
| 2016 | MBC Drama Awards       | Top Excellence Award, Actress in a Special Project Drama | Uee               | Vincitore/trice |
| 2016 | MBC Drama Awards       | Excellence Award, Actress in a Special Project Drama     | Kim Yoo-ri        | Candidato/a     |
| 2016 | MBC Drama Awards       | Golden Acting Award, Actress in a Special Project Drama  | Lee Hwi-hyang     | Vincitore/trice |
| 2016 | MBC Drama Awards       | Best Young Actress                                       | Shin Rin-ah       | Candidato/a     |
| 2016 | MBC Drama Awards       | Best Couple Award                                        | Lee Seo-jin e Uee | Candidato/a     |